# Kuurne-Bruselas-Kuurne 2024
La 76.ª edición de la clásica ciclista Kuurne-Bruselas-Kuurne fue una carrera en Bélgica que se celebró el 25 de febrero de 2024 sobre un recorrido de 196,4 kilómetros con inicio en Cortrique y final en la ciudad de Kuurne.
La carrera formó parte del UCI ProSeries 2024, calendario ciclístico mundial de segunda división, dentro de la categoría UCI 1.Pro. El vencedor fue el belga Wout van Aert del Visma | Lease a Bike, quien estuvo acompañado en el podio por el también belga Tim Wellens del UAE Emirates y el español Oier Lazkano del Movistar, segundo y tercer clasificado respectivamente.

## Equipos participantes
Tomaron parte en la carrera 25 equipos: 17 de categoría UCI WorldTeam invitados por la organización y 8 de categoría UCI ProTeam. Formaron así un pelotón de 174 ciclistas de los que acabaron 122. Los equipos participantes fueron:
| WorldTeams (17)- Alpecin-Deceuninck - Arkéa-B&B Hotels - Astana Qazaqstan Team - Bahrain Victorious - Bora-Hansgrohe - Cofidis - Decathlon-AG2R La Mondiale - Groupama-FDJ - Ineos Grenadiers - Intermarché-Wanty - Lidl-Trek - Movistar Team - Soudal Quick-Step - Team dsm-firmenich PostNL - Team Jayco AlUla - Team Visma \| Lease a Bike - UAE Team Emirates ProTeams (8)- Bingoal WB - Israel-Premier Tech - Lotto Dstny - Q36.5 Pro Cycling Team - Team Flanders-Baloise - TotalEnergies - Tudor Pro Cycling Team - Uno-X Mobility |
| |

## Clasificación final
- La clasificación finalizó de la siguiente forma:[4]

| \| Clasificación general \| Clasificación general \| Clasificación general \| Clasificación general \| Clasificación general \| \| Ciclista \| Ciclista \| Equipo \| Tiempo \| \| \| --------------------- \| --------------------- \| -------------------------- \| --------------------- \| --------------------- \| \| 1.º \| Wout van Aert \| Team Visma \\| Lease a Bike \| 4 h 21 min 01 s \| \| \| 2.º \| Tim Wellens \| UAE Team Emirates \| + 0 s \| \| \| 3.º \| Oier Lazkano \| Movistar Team \| + 0 s \| \| \| 4.º \| Christophe Laporte \| Team Visma \\| Lease a Bike \| + 1 min 23 s \| \| \| 5.º \| Nils Eekhoff \| Team dsm-firmenich PostNL \| + 1 min 23 s \| \| \| 6.º \| Émilien Jeannière \| TotalEnergies \| + 1 min 23 s \| \| \| 7.º \| Luke Lamperti \| Soudal Quick-Step \| + 1 min 23 s \| \| \| 8.º \| Lionel Taminiaux \| Lotto Dstny \| + 1 min 23 s \| \| \| 9.º \| Marius Mayrhofer \| Tudor Pro Cycling Team \| + 1 min 23 s \| \| \| 10.º \| Jasper Stuyven \| Lidl-Trek \| + 1 min 23 s \| \| |                    |                            |                 |
| |                    |                            |                 |
| Fuente: ProCyclingStats |                    |                            |                 |
| Clasificación general |                    |                            |                 |
| Ciclista | Ciclista           | Equipo                     | Tiempo          |
| 1.º | Wout van Aert      | Team Visma \| Lease a Bike | 4 h 21 min 01 s |
| 2.º | Tim Wellens        | UAE Team Emirates          | + 0 s           |
| 3.º | Oier Lazkano       | Movistar Team              | + 0 s           |
| 4.º | Christophe Laporte | Team Visma \| Lease a Bike | + 1 min 23 s    |
| 5.º | Nils Eekhoff       | Team dsm-firmenich PostNL  | + 1 min 23 s    |
| 6.º | Émilien Jeannière  | TotalEnergies              | + 1 min 23 s    |
| 7.º | Luke Lamperti      | Soudal Quick-Step          | + 1 min 23 s    |
| 8.º | Lionel Taminiaux   | Lotto Dstny                | + 1 min 23 s    |
| 9.º | Marius Mayrhofer   | Tudor Pro Cycling Team     | + 1 min 23 s    |
| 10.º | Jasper Stuyven     | Lidl-Trek                  | + 1 min 23 s    |

## Ciclistas participantes y posiciones finales
Convenciones:
- AB-N: Abandono en la etapa "N"
- FLT-N: Retiro por llegada fuera del límite de tiempo en la etapa "N"
- NTS-N: No tomó la salida para la etapa "N"
- DES-N: Descalificado o expulsado en la etapa "N"

## UCI World Ranking
La Kuurne-Bruselas-Kuurne otorgó puntos para el UCI World Ranking para corredores de los equipos en las categorías UCI WorldTeam, UCI ProTeam y Continental. Las siguientes tablas son el baremo de puntuación y los diez corredores que obtuvieron más puntos:
| Posición              | 1.º | 2.º | 3.º | 4.º | 5.º | 6.º | 7.º | 8.º | 9.º | 10.º | 11.º | 12.º | 13.º | 14.º | 15.º | 16.º-30.º | 31.º-40.º |
| Clasificación general | 200 | 150 | 125 | 100 | 85  | 70  | 60  | 50  | 40  | 35   | 30   | 25   | 20   | 15   | 10   | 5         | 3         |

| Clasificación |                    |                       |         |
| Posición      | Ciclista           | Equipo                | General |
| ------------- | ------------------ | --------------------- | ------- |
| 1.º           | Wout van Aert      | Visma \| Lease a Bike | 200     |
| 2.º           | Tim Wellens        | UAE Emirates          | 150     |
| 3.º           | Oier Lazkano       | Movistar              | 125     |
| 4.º           | Christophe Laporte | Visma \| Lease a Bike | 100     |
| 5.º           | Nils Eekhoff       | dsm-firmenich PostNL  | 85      |
| 6.º           | Emilien Jeannière  | TotalEnergies         | 70      |
| 7.º           | Luke Lamperti      | Soudal Quick-Step     | 60      |
| 8.º           | Lionel Taminiaux   | Lotto Dstny           | 50      |
| 9.º           | Marius Mayrhofer   | Tudor                 | 40      |
| 10.º          | Jasper Stuyven     | Lidl-Trek             | 35      |